# Volleybalvereniging Capelle Nieuwerkerk 2021-2022 (maschile)
Questa voce raccoglie le informazioni riguardanti il Volleybalvereniging Capelle Nieuwerkerk nelle competizioni ufficiali della stagione 2021-2022.

## Organigramma societario
Area direttiva
- Presidente: Ard Kramer

Area tecnica
- Allenatore: Ferry van Hal

## Rosa
| N° | Nome               | Ruolo | Data di nascita   | Nazionalità sportiva |
| -- | ------------------ | ----- | ----------------- | -------------------- |
| 1  | Tom Feldkamp       | C     | 1990              | Paesi Bassi          |
| 2  | Lucas Vroom        | C     | 1992              | Paesi Bassi          |
| 3  | Robert Jansen      | P     | 1987              | Paesi Bassi          |
| 4  | Casper Haanappel   | P     | 15 ottobre 1993   | Paesi Bassi          |
| 5  | Rik Damen          | S     | 1º dicembre 2001  | Paesi Bassi          |
| 6  | Vincent Smit       | C     | 1993              | Paesi Bassi          |
| 7  | Tom van Reeuwijk   | O     | 17 settembre 1996 | Paesi Bassi          |
| 8  | Koen Herrebout     | S     | 20 marzo 2002     | Paesi Bassi          |
| 9  | Ferdy van Dijk     | S     | 17 luglio 2001    | Paesi Bassi          |
| 11 | Cain van Hal       | O     | 10 marzo 1996     | Paesi Bassi          |
| 12 | Rogier van Leeuwen | L     | 1989              | Paesi Bassi          |
| 13 | Sammy Talbott      | L     | 30 aprile 2004    | Paesi Bassi          |
| 14 | Jim Steenbergen    | C     | 25 maggio 2001    | Paesi Bassi          |

## Statistiche

### Statistiche di squadra
| Competizione          | Punti | In casa | In casa | In casa | In trasferta | In trasferta | In trasferta | Totale | Totale | Totale |
| Competizione          | Punti | G       | V       | P       | G            | V            | P            | G      | V      | P      |
| --------------------- | ----- | ------- | ------- | ------- | ------------ | ------------ | ------------ | ------ | ------ | ------ |
| Eredivisie            | 15/8  | 15      | 4       | 11      | 15           | 3            | 12           | 30     | 7      | 23     |
| Coppa dei Paesi Bassi | -     | 0       | 0       | 0       | 2            | 1            | 1            | 2      | 1      | 1      |
| Totale                | -     | 15      | 4       | 11      | 17           | 4            | 13           | 32     | 8      | 24     |

### Statistiche dei giocatori
Dati non disponibili.